# Establo Dewanoumi

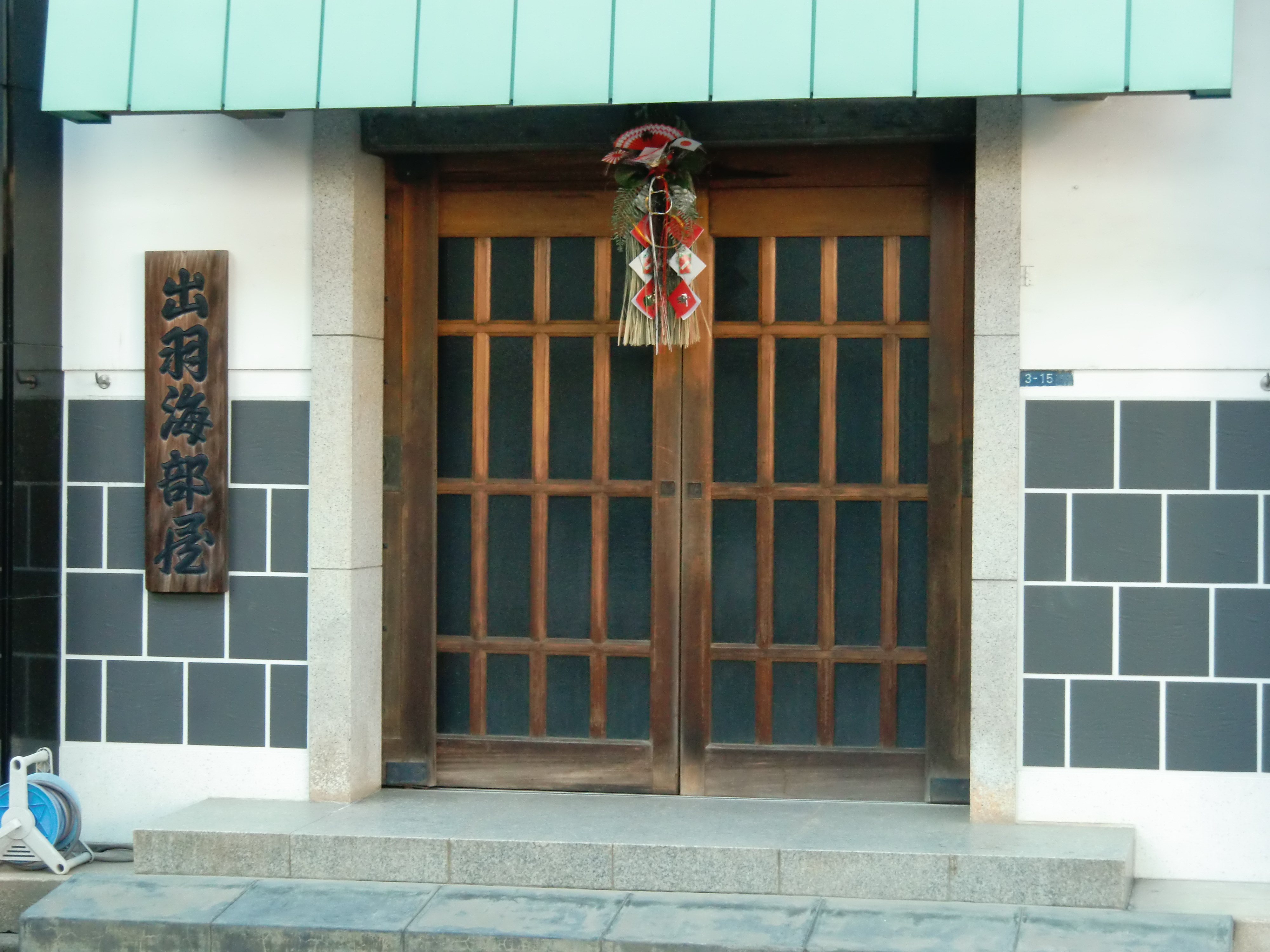
Entrada principal del Establo Dewanoumi

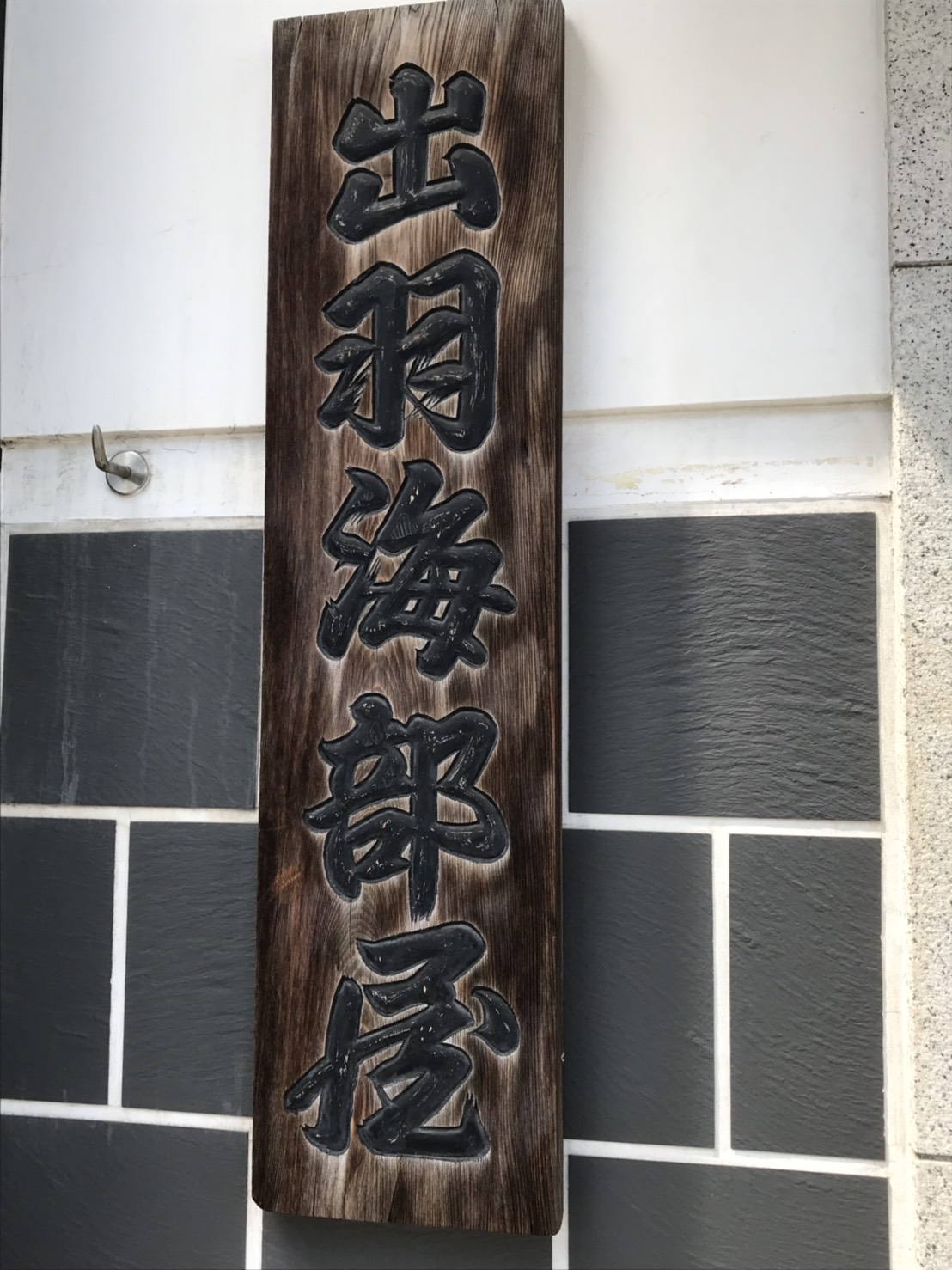
Placa de madera con el nombre del Establo Dewanoumi

El Establo Dewanoumi (出羽海部屋, Dewanoumi-beya) es un establo de entrenamiento de sumo profesional. El recinto pertenece al ichimon Dewanoumi del cual además es líder. Este posee una larga y prestigiosa historia en el sumo. Su actual maestro y dueño es el ex maegashira Oginohana. Para enero de 2023 tenía un total de 19 luchadores.

## Historia

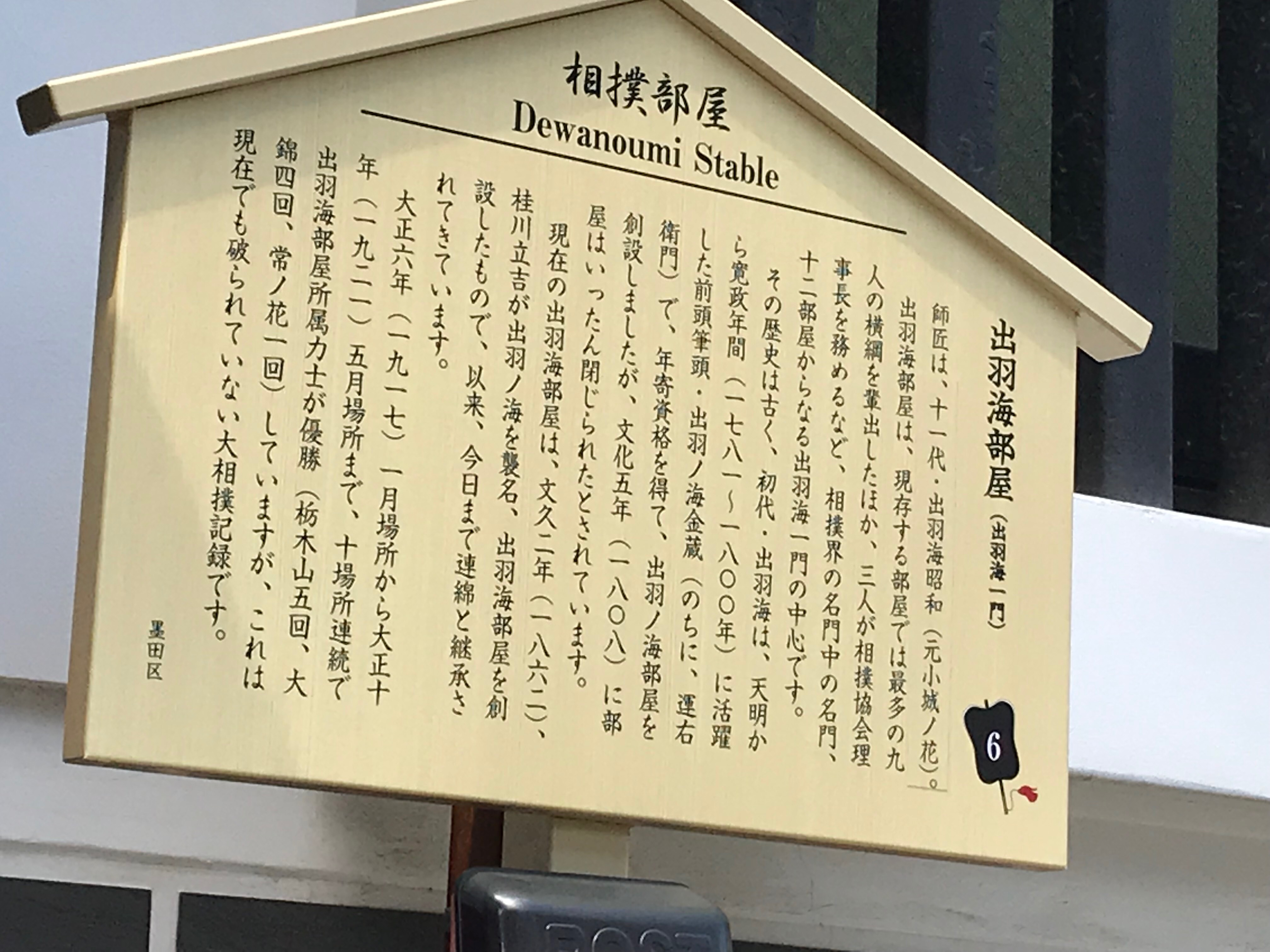
Cartel detallando la historia del Establo Dewanoumi

El surgimiento y posterior éxito del establo se debió al décimo noveno (19°) yokozuna Hitachiyama, el cual lo logró convertir a este pequeño heya en una de las casas de reclutamiento más prominentes en el sumo profesional al momento de su retiro en 1914, asumiendo luego su liderazgo como maestro principal. Bajo su tutela el establo produjo tres yokozuna, Ōnishiki, Tochigiyama y Tsunenohana, a los ōzeki Kyushuzan, Tsushimanada, Ōnosato, y Hitachiiwa, y a otros 20 luchadores de alto rango. En su punto más álgido, el establo poseyó cerca de 200 luchadores, y la insistencia de Hitachiyama en no permitirle a sus discípulos independizarse y fundar nuevos establos aseguró su dominio después de su fallecimiento en 1922 a los 48 años. El quincuagésimo séptimo (57°) yokozuna Mienoumi fue el primero del establo en recibir el permiso para independizarse y fundar suyo propio, el establo Musashigawa en 1981. (Un anterior yokozuna del establo, Chiyonoyama, fue expulsado del ichimon Dewanoumi en 1967 por haber fundado el establo Kokonoe). El maestro principal, Sadanoyama, el cual ocupo su cargo durante un largo tiempo, se retiró en 1966, otorgándole el control del establo al ex sekiwake Washūyama.
La degradación de Futen'ō a la división makushita en julio de 2010, dejó al establo sin ningún sekitori por primera vez desde 1898. Esto continuó hasta que Dewahayate[ja] fue promovido a la división jūryō para el torneo de noviembre de 2014 (en el cual solo pudo obtener cinco victorias, siendo inmediatamente degradado). En enero de 2015, el maegashira Towanoyama anunció su retiro, dejando a Dewaōtori[ja] y a Dewanosato[ja] de 44 años como los únicos luchadores con experiencia en el sekitori además de Dewahayate. Sin embargo, en poco tiempo, el establo logró reclutar al ex yokozuna amateur Mitakeumi el cual logró llegar a la división jūryō en julio de 2015 y luego a la división makuuchi en enero de 2016. En julio de 2017, Mitakeumi se convirtió en el primer luchador del establo en alcanzar el rango de sekiwake desde 1982, y en julio de 2018, el primero en obtener un campeonato para el establo desde Mienoumi en 1980. En enero de 2022, Mitakeumi obtuvo su tercer campeonato (yūshō) en el makuuchi, permitiéndole lograr la promoción a ōzeki.

## Miembros

### Nombres de ring
Muchos luchadores de este establo asumen un nombre de ring o shikona con el prefijo "Dewa" (出羽), el cual es extraído de los primeros dos caracteres del nombre del establo, Dewanoumi.

### Dueños

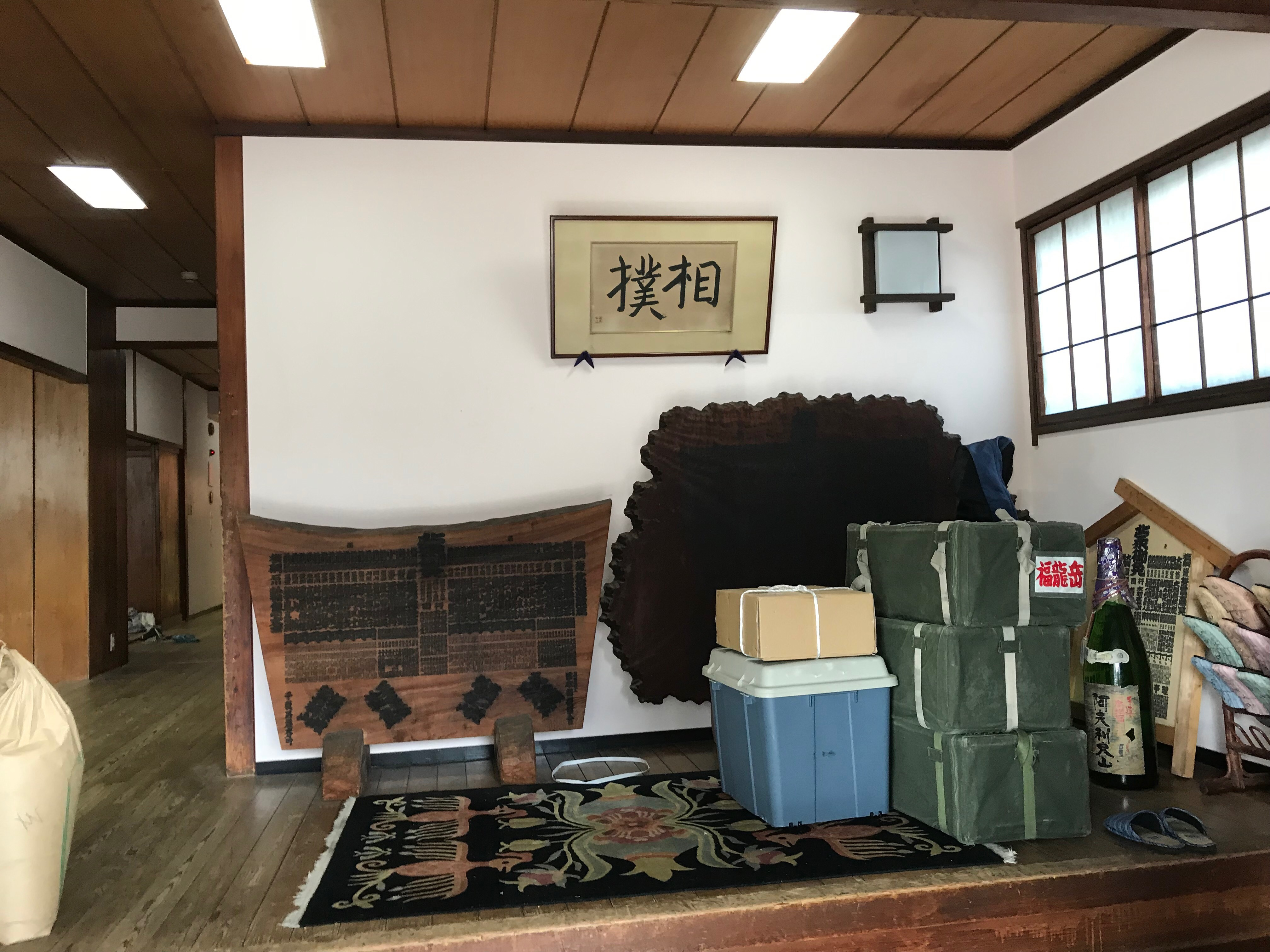
Genkan del Establo Dewanoumi

- 2014–presente: El décimo primer (11°) Dewanoumi Akikazu (riji, ex maegashira Oginohana)
- 1996–2014: El décimo (10°) Dewanoumi Yoshikazu (riji, ex sekiwake Washūyama)
- 1968–1996: El noveno (9°) Dewanoumi Tomotaka (el quincuagésimo (50°) yokozuna Sadanoyama)
- 1960–1968: El octavo (8°) Dewanoumi Yoshihide (ex maegashira Dewanohana)
- 1949–1960: El séptimo (7°) Dewanoumi Hidemitsu (el trigésimo primer (31°) yokozuna Tsunenohana)
- 1922–1949: El sexto (6°) Dewanoumi Kajinosuke (ex komusubi Ryōgoku)
- 1914–1922: El quinto (5°) Dewanoumi Taniemon (el décimo noveno (19°) yokozuna Hitachiyama)
- 1890–1914: El cuarto (4°) Dewanoumi Unemon (ex maegashira Hitachiyama)
- c. 1862–1890: El tercer (3°) Dewanoumi (ex makushita Katsuragawa)

### Entrenadores
- Nakadachi Yasuteru (iin, ex komusubi Oginishiki)
- Takasaki Ryūsui (iin, ex maegashira Kinkaiyama)

### Luchadores destacados

#### Activos
- Mitakeumi (mejor rango: ōzeki)

#### Retirados

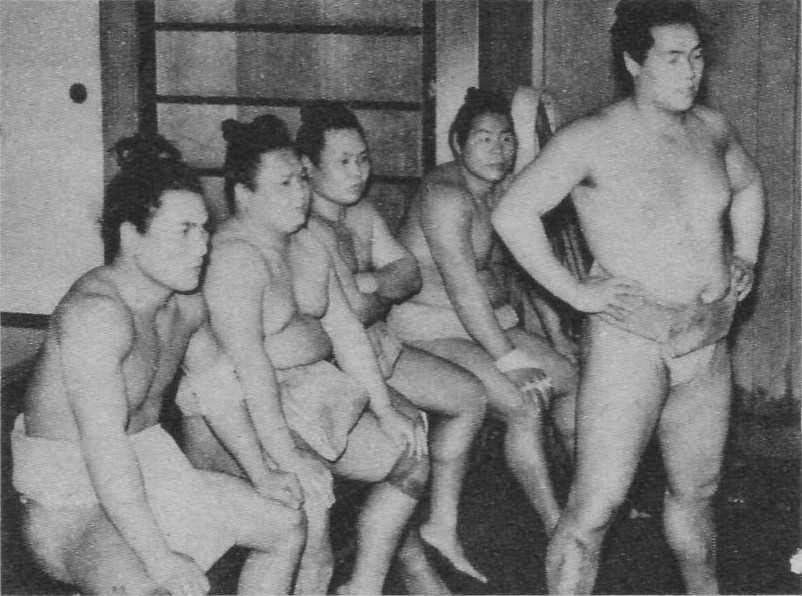
El trigésimo séptimo (37°) yokozuna Akinoumi (derecha) entrenando en el Establo Dewanoumi en 1937

- Hitachiyama (el décimo noveno (19°) yokozuna)
- Ōnishiki (el vigésimo sexto (26°) yokozuna)
- Tochigiyama (el vigésimo séptimo (27°) yokozuna)
- Tsunenohana (el trigésimo primer (31°) yokozuna)
- Musashiyama (el trigésimo tercer (33°) yokozuna)
- Akinoumi (el trigésimo séptimo (37°) yokozuna)
- Chiyonoyama (el cuadragésimo primer (41°) yokozuna)
- Sadanoyama (el quincuagésimo (50°) yokozuna)
- Mienoumi (el quincuagésimo séptimo (57°) yokozuna)
- Hitachiiwa (ex ōzeki)
- Shionoumi (ex ōzeki)
- Masuiyama (ex ōzeki)
- Ryōgoku (ex sekiwake)
- Tenryū (ex sekiwake)
- Dewaminato (ex sekiwake)
- Dewanohana (ex sekiwake)
- Ōnishiki (ex komusubi)
- Mainoumi (ex komusubi)
- Dewanohana (ex maegashira)
- Kushimaumi (ex maegashira)

### Asistentes
- Fukuryūdake (sewanin, ex jūryō, de nombre real: Shigeo Nakao)

### Gyōji
- Kimura Chishū (juryo gyōji, de nombre real: Ryōta Kobayashi)

### Yobidashi
- Yōhei (makushita yobidashi, de nombre real: Yōhei Kadooka)

### Tokoyama
- Tokoriki (tokoyama de cuarta clase)

## Ubicación y acceso
Ryōgoku 2-3-15, barrio especial de Sumida, Tokio. A 7 minutos caminando desde la Estación Ryōgoku (Línea Sōbu)